# Robert Perry
Robert Stanley Grosvenor Perry (Warwick, 4 de maio de 1909 — 3 de abril de 1987) foi um velejador britânico, medalhista olímpico. Ele competiu nos Jogos Olímpicos de Verão de 1956 na classe 5.5 Metre e conquistou a medalha de prata a bordo do Vision, ao lado de David Bowker, John Dillon e Neil Kennedy-Cochran-Patrick.
Perry foi tenente-coronel do exército britânico e serviu no Honorável Corpo de Cavalheiros de Armas desde 1959. Ele lutou com os Lanceiros Reais da 9ª Rainha durante a Segunda Guerra Mundial. Por suas ações na guerra, ele foi premiado com a Ordem de Serviço Distinto e mencionado em despachos.